# سیارک ۱۳۵۴۰
سیارک ۱۳۵۴۰ (به انگلیسی: 13540 Kazukitakahashi، نامگذاری:1991UR1) سیزده هزار و پانصد و چهلمین سیارک کشف شده‌است که در ۲۹ اکتبر ۱۹۹۱ کشف شد.
قدر مطلق سیارک برابر ۱۴٫۴۰ است.